# Sara Margrethe Oskal
Sara Margrethe Oskal (* 5. Juli 1970 in Kautokeino) ist eine norwegisch-samische Autorin, Schauspielerin, Künstlerin und Regisseurin aus Kautokeino im Norden Norwegens. 2012 wurde sie für den Literaturpreis des Nordischen Rates für ihre samische Gedichtsammlung Savkkuhan sávrri sániid (dt.: Unermüdliche Worte) nominiert.

## Biographie
Sara Margrethe Oskal wuchs in Kautokeino auf und studierte Schauspiel an der Theaterakademie Helsinki, bevor sie 2009 in Performance-Kunst an der Kunsthochschule Oslo promovierte. Ihre Doktorarbeit mit dem Titel Sami humour and jester tradition in yoik, storytelling and contemporary stage expressions handelte vom Humor in traditionellen samischen Geschichten und der Kunst des samischen Gesangs und bildete die Grundlage für ihr Soloprogramm Guksin guollamuorran – The Whole Caboodle – Full pakke, das auf der samischen Gauklertradition aufbaut. Die preisgekrönte Soloperformance hat sie bei Festivals in Norwegen, Finnland, Schweden, Island, Estland, Russland und Australien, den USA und Kanada aufgeführt.
Die aus einer Familie von Rentierzüchtern stammende Oskal startete ihre literarische Karriere 2006 mit dem Gedichtband Váimmu vuohttume, welcher sich um die Gemeinschaft der Rentierzüchter und deren lokale Kultur dreht. 2012 veröffentlichte sie ihre zweite Gedichtsammlung, die den Titel Savkkuhan sávrri sániid trägt. 2016 wurde diese unter dem Titel Utrettelige ord (dt.: Unermüdliche Worte) ins Norwegische übersetzt. Die Sammlung erinnert an die oft schwierigen Begegnungen zwischen den Sami und das Schamgefühl, das sie erleben. Später erhielt sie dafür den Literaturpreis des Nordischen Rates für Werke in samischer Sprache. Ihre kurzen Gedichte sind reich an Alliteration, Metaphern und markanter Bildsprache. Sie wurden auf Französisch und Bretonisch in Vaimmu vuhttome / Kavell ma c’halon / Berceau de Mon cæur im Jahr 2014 veröffentlicht.
Oskal hat eine Reihe an Kurzgeschichten geschrieben, welche in der Kollektion Dál ja dalle aus dem Jahr 2010 erschienen sind. Dort werden Einreichungen für einen Wettbewerb zusammengefasst, der 2009 vom samischen Verlag Davvi Girji ins Leben gerufen wurde. Die Gewinnergeschichte, auch „Dál ja Dalle“ betitelt, wurde in der englischen Anthologie Whispering Treasures (dt.: Flüsternde Schätze) 2012 veröffentlicht.
2015 war Oskal Regisseurin des Kurzfilms Aurora Keeps an Eye on You (dt.: Aurora behält dich im Auge), welcher auf dem Tromsø International Film Festival im Jahr 2015 und auf dem Māoriland Film Festival im Jahr 2016 gezeigt wurde.

## Film
- 2016 ARA – BÁLGGIS – Kurzfilm, der durch das Native Slam-Projekt zusammen mit Katk Akuhat-Brown und Enchota Killsnight gedreht wurde. Premiere: Maoriland Film Festival, Neuseeland / Aotearoa.
- 2015 Aurora Keeps an Eye on You Guovssahas oaidná du Drehbuch und Regie: Sara Margrethe Oskal. Produzent: Freiheit von Angst, Mona Hoel. Premiere: Internationales Filmfestival Tromsø

## Regie
- 2015 Gávvilis rieban / Den lure reven,  Márkomeannu
- 2015 Sami Grand Prix 2015, Sami Easterfestival, Kautokeino
- 2014 The Sound Of Sápmi, Beaivváš Sámi Našunal Teáhter
- ČSV-republihka, von Siri Broch Johansen
- 2011 Samenes aften, ein Kabarett von und mit Siri Broch Johansen
- 2010 Beaiveálgu (dt.: Morgendämmerung), ein Hörspiel basierend auf dem gleichnamigen Roman von Anders Larsen, Davvi Girji
- 2010 Vajálduvakeahtes deaivvadeapmi, eine Studentenproduktion über Johan Turi an der samischen Hochschule (Kautokeino)

## Schauspiel – eine Auswahl
- 2015 Áile ja áhkku, Kurzfilm von Silja Somby
- 2012 Arktisk hysteri, von Rawdna C. Eira und Mette Brandzeg. Regie: Mette Brandzeg
- 2011 Juletrollet, Kurzfilm von Marja Bål Nango
- 2011 Nils Holgerssons wunderbare Reise mit den Wildgänsen, (Niila) Regie: Dirk Regel, ARD
- 2009–2011, 2014, 2015 The Whole Caboodle – Full Pakke – Guksin Guollemuorran, von und mit Sara Margrethe Oskal. Regie: Thea Stabell und Anitta Suikkari
- 2005 En Kvinne – Nissonolmmoš, drei Monologe (Oppvåkningen, Vi har alle samme historie, En ensom kvinne) von  Dario Fo und Franca Rame. Regie: Harriet Nordlund, Beaivváš Sámi Našunálateáhter
- 2001 Momo og kampen om tiden, basierend auf dem Buch von Michael Ende (Momo). Regie: Anne Meek, Nordland Teater
- 1997 Stol på ministeren, (Marit Jaha). Regie: Paul Anders Simma. Für diese Rolle wurde sie für den finnischen Filmpreis Jussi als Beste weibliche Hauptrolle nominiert.
- 1994 Brødrene Dal og legenden om Atlant-is, (Lita Tavle). Regie: Kalle Fürst, NRK
- 1991 Gullspråket, ein Monolog von Ailo Gaup. Regie: Svein Birger Olsen, Beaivváš Sámi Našunálateáhter

## Bibliografie
- 2006 váimmu vuohttume – Poesie auf Nordsamisch, Iđut
  - 2014 Berceau de mon cæur/Kavell ma c´halon/váimmu vuohttume – Gedichte von Sara Magrethe Oskal, Fotografien von Matyas Le Brun, Editions Delatour France
- 2009 Guksin Guollemuorran – The Whole Caboodle – Theaterdrehbuch in Nordsamisch und Englisch
- 2010 Samisk gjøgler ut i verden – Das Buch basiert auf ihrer künstlerischen Entwicklungsarbeit an der Kunsthochschule Oslo, Davvi Girji
- 2012 savkkuhan sávrri sániid – Poesie auf Nordsamisch, Iđut
  - 2014 Utrettelige ord – norwegische Übersetzung
- 2014 Skelbmošit máilmmi lávddiin – Davvi Girji
- 2010 Beaiveálgu – gemeinsam mit Karen Anne Buljo dramatisiertes Hörspiel, basierend auf dem gleichnamigen Roman von Anders Larsen

### In Anthologien
- 2011 Aperçu de littérature sami – Sámi Girječálliid Searvi (Französisch)
- 2012 Whispering Treasures – Davvi Girji (Englisch)
- 2014 Čáppatvuohta ja duohtavuohta / Beauty and Truth – Orkana Akademisk (zweisprachig Nordsamisch/Englisch)
- 2019 Worte verschwinden / fliegen / zum blauen Licht – Samica, Albert-Ludwigs-Universität Freiburg (zweisprachig Nordsamisch/Deutsch)